# يانيك روت
يانيك روت (بالفرنسية: Yannick Rott)‏ هو لاعب كرة قدم فرنسي في مركز الدفاع، ولد في 27 سبتمبر 1974 في ستشيلتيغهيم في فرنسا. شارك مع منتخب فرنسا تحت 21 سنة لكرة القدم. أما مع النوادي، فقد لعب مع نادي تولوز ونادي جازيليك أجاكسيو ونادي ستراسبورغ ونادي فريجوس ونادي كريتيل.

## وصلات خارجية
- يانيك روت على موقع رابطة كرة القدم الفرنسية للمحترفين (الإنجليزية)
- يانيك روت على موقع قاعدة بيانات كرة القدم.إي يو (الإنجليزية)